# Al-Ghina as-Sanʿani
al-Ghina as-Sanʿani (arabisch الغناء الصنعاني, DMG al-ġināʾ aṣ-Ṣanʿānī ‚Gesang von Sanaa‘) bezeichnet eine Liedgattung, die reichhaltige musikalische Traditionen zusammenführt und im Jemen in einigen Städten gehört wird. Entstanden ist sie Ende des 19. Jahrhunderts. Die verschiedenen Texte zu den Liedern stammen großteils bereits aus dem 14. Jahrhundert. al-Ghina as-Sanʿani bildet einen wichtigen Bestandteil gesellschaftlicher Veranstaltungen und Zusammenkünfte.
Im Jahr 2003 erklärte die UNESCO diese Musik zu einem Meisterwerk des mündlichen und immateriellen Erbes der Menschheit (seit 2008 Repräsentative Liste des immateriellen Kulturerbes der Menschheit).

## Darbietung
Die Lieder werden von einem Sänger (solo) präsentiert, begleitet von zwei Instrumenten. Dies sind einerseits der Qanbus, eine in der jemenitischen Musik nur noch sehr rar eingesetzte birnenförmige Laute, und der Sahn Nuhasi, ein Gong, der zwischen den Daumen am aufgebogenen Rand balanciert und mit den restlichen Fingern von unten beklopft wird. Insgesamt handelt es sich bei der Darbietung des al-Ghina as-Sanʿani um eine aussterbende Kultur.